# Yokota Takatoshi

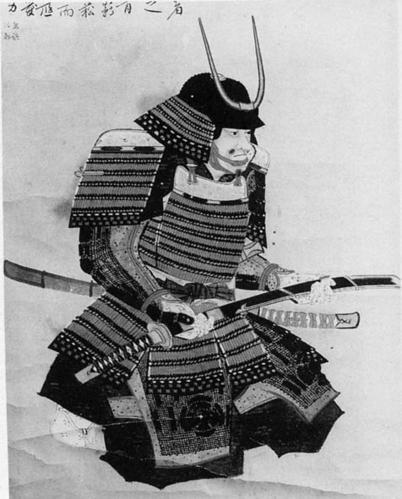
Yokota Takatoshi

Yokota Takatoshi (Japans: 横田高松) (1487 - 9 november, 1550) was een samoerai uit de late Sengoku-periode. Hij verwierf faam als een van de Vierentwintig generaals van Takeda Shingen. Tijdens het beleg van Toishi liep hij meerdere verwondingen op en werd uiteindelijk gedood in het gevecht. 